# Норт-Бетлегем Тауншип (округ Вашингтон, Пенсільванія)
Норт-Бетлегем Тауншип (англ. North Bethlehem Township) — селище (англ. township) в США, в окрузі Вашингтон штату Пенсільванія. Населення — 1553 особи (2020).

## Демографія
Згідно з переписом 2010 року, у селищі мешкала 1631 особа в 667 домогосподарствах у складі 470 родин. Було 729 помешкань
Расовий склад населення:
| - 98,5 % — білих - 0,2 % — чорних або афроамериканців - 0,2 % — азіатів - 0,1 % — корінних американців |

До двох чи більше рас належало 1,0 %. Частка іспаномовних становила 0,6 % від усіх жителів.
За віковим діапазоном населення розподілялося таким чином: 22,1 % — особи молодші 18 років, 63,4 % — особи у віці 18—64 років, 14,5 % — особи у віці 65 років та старші. Медіана віку мешканця становила 44,5 року. На 100 осіб жіночої статі у селищі припадало 99,4 чоловіків;  на 100 жінок у віці від 18 років та старших — 98,3 чоловіків також старших 18 років.
Середній дохід на одне домашнє господарство  становив 74 176 доларів США (медіана — 54 250), а середній дохід на одну сім'ю — 89 841 долар (медіана — 71 010). Медіана доходів становила 51 875 доларів для чоловіків та 37 917 доларів для жінок. За межею бідності перебувало 7,2 % осіб, у тому числі 6,9 % дітей у віці до 18 років та 2,4 % осіб у віці 65 років та старших.
Цивільне працевлаштоване населення становило 802 особи. Основні галузі зайнятості: освіта, охорона здоров'я та соціальна допомога — 22,9 %, роздрібна торгівля — 15,1 %, виробництво — 14,0 %.